# 宮下健一郎
宮下 健一郎（みやした けんいちろう、1892年（明治25年）3月17日 - 1959年（昭和34年）5月4日）は、日本の陸軍軍人。最終階級は陸軍中将。

## 経歴
1892年（明治25年）、宮下民雄の長男として山形県米沢市に生まれる。1915年（大正4年）5月、陸軍士官学校（27期）を卒業。1927年（昭和2年）12月、陸軍大学校（39期）を卒業した。
1938年（昭和13年）、陸軍歩兵大佐に昇進。1941年（昭和16年）、陸軍少将に進級。1943年（昭和18年）6月、第32歩兵団長に就任し太平洋戦争に出征、中国で従軍した。独立歩兵第1旅団長、第1国境守備隊長を経て、1945年（昭和20年）3月、陸軍中将に進み、翌月、第157師団長に着任し、青森県三本木(現在の十和田市)で本土決戦に備えたが、交戦することなく終戦を迎えた。
1947年（昭和22年）11月28日、公職追放仮指定を受けた。

## 栄典
- 1945年（昭和20年）5月17日 - 勲二等瑞宝章[2]

## 親族
- 叔父（父宮下民雄の弟） - 河上清（ジャーナリスト）